# Рејнисфјал
Рејнисфјал  (исл. Reynisfjall) је планина на јужној обали Исланда. Планина је дугачка 3 km, широка 800 m и њен највиши врх достиже висину од 340 m изнад нивоа мора. Име планине потиче од географског положаја и у буквалном преводу значи „планина Рејнис“. Налази се близу села Вик и Мирдал.
Планина Рејнисфјал  је позната по својој спектакуларној лепоти, стрмим стеновитим литицама и импресивном рељефу. Ово подручје је популарно међу посетиоцима због близине црне плаже Рејнисфјара, где се могу видети базалтне формације и друге природне знаменитости. Планина нуди поглед на околину, укључујући Северни Атлантски океан и његову обалу. Осим тога, околина ове планине пружа прилике за истраживање природе Исланда и уживање у разноврсном пејзажу овог подручја.

## Географски положај
Планина Рејнисфјал  се налази на јужној обали Исланда, у региону Сидиртланд, у близини насеља Вик и Мирдал. Географске координате планине су 63° 24' 24" северне географске ширине и 19° 02' 45" западне географске дужине. Њена јужна страна гледа на Северни Атлантски океан. Удаљена је 185 km од главног града Рејкјавика и 225 km од Међународног аеродрома у Кефлавику.

## Геологија
Планина Рејнисфјал  је настала ерупцијом вулкана испод ледника у предпоследњем леденом добу. Главни материјал од којег се састоји је туф, то је стена формирана од вулканског пепела и других честица које су се таложиле током вулканских ерупција. Туф је релативно мекана стена у поређењу са другим стенама, што је допринело обликовању стрмих литица и стеновитог рељефа који видимо на планини Рејнисфјал. Овај регион исланда облује вулканским активностима, а геолошки процеси као што су померање тла, ерозија од воде и ветрова, као и тектонске активности, обликовали су пејзаж ове планине током времена. Осим туфа, на овом подручју налази се и базалт, тамна вулканска стена која је честа у Исландском пејзажу.

## Рељеф
Рељеф карактерише стрм и груб терен, са стеновитим странама. Стене и литице на овој планини су оштре и високе и падају готово вертикално према мору. Осим стрмих падина, планина има различите врсте стеновитих формација и облика. Позната по импресивним литицама и високим стенама.

## Клима
Клима на планини Рејнисфјал, као део јужне обале Исланда, је субполарна океанска. Зиме су благе, а лета свежа. Падавине су честе током целе године, а ветар може бити прилично јак, посебно дуж обале. Планински врхови су подложни брзим променама времена, укључујући кишу, снег и маглу.
На планини су релативно благе температуре током целе године. Зиме су обично благе са просечним температурама изнад нуле, док лета нису превише топла, са просечним температурама од 10-15 °C.
Просечна годишња количина падавина дуж јужне обале исланда, где се налази и планина Рејнисфјал, варира, али обично се креће између 800 mm и 1200 mm годишње. Ова област доживљава прилично честе падавине током целе године због своје умерено океанске климе, где су падавине равномерно распоређене током свих годишњих доба.

## Флора и фауна

### Флора
Флора на планини Рејнисфјал је прилагођена тешким климатским условима и  стеновитом терену. Неки од примера биљака које се могу наћи у овој области укључују:
1. Маховина (лат. Bryophyta): често се јавља на стенама и влажним подручјима, прилагођена је условима са мање супстрата за раст.
2. Траве (лат. Poaceae): Ниске траве могу се наћи у подножју планине или на местима где је тло плодније.
3. Вресови (лат. Ericaceae): Неке врсте жбуња и ниског дрвећа могу преживети на стеновитим подручјима где је земља плитка и услови за раст су изазовни.[5][6]

Најчешће се могу наћи на нижим надморским висинама, на благим падинама планине и на местима где су услови за раст повољнији. Ова вегетација пружа неопходну стабилност тлу и доприноси екосистему планине Рејнисфјал .

### Фауна
Фауна на планини Рејнисфјал  може бити ограничена због изазовних услова живота у овом стеновитом и неприступачном окружењу. Ипак, неке од животињских врста које се могу срести у овом региону обухватају:
1. Птице: ово подручје је трајно или привремено станиште за различите птице, као што су галебови, арктичке чигре, јастребови и друге грабљивице, такође врсте које се гнезде на литицама дуж обале. Најзначајнија птица је Арктички морски папагај или Атлантски пафин (лат. Fratercula arctica), то је врста морске птице у породици њорке. Рејнисфјал  сваког лета, од маја до септембра привлачи милионе пафина. Ова мала створења имају врло мало страха од људи, иако им је величина тек толика да могу да стану у длан обе руке.[7][8]
2. У мору око планине, могу се наћи различите рибе и морски организми карактеристични за подручје Атлантског океана. Океан око Исланда је богат животом, па се такође могу видети фоке у води, или чак једна од двадесет врста китова и делфина које обитавају у Исландским водама.
3. Мање копнене животиње као што су неке врсте глодара и инсеката који су прилагођени стеновитим теренима.

## Туризам

### Рејнисдрангар
Рејнисдрангар је скупина базалтних стена која израња из мора и налази се испод планине Рејнисфјал, неколико километара западно од села Вик и Мирдал. Рејнисдрангар се формирао када је део ртова еродиран хидрауличким дејством, што је сила мора или воде која удара о стену. Снага воде слаби пукотине на рту, узрокујући да се касније уруше, формирајући самостојеће наслаге, па чак и мало острво. Стене су препознатљив природни пејзаж и атракција дуж обале, често посећена од стране туриста због своје импресивне појаве и локалних легенди које их окружују. Такође привлачи туристе зато што је приказан у 7. сезони серије „Игре престола“ у  епизоди Eastwatch.
Легенда везана за Рејнисдрангар каже да су се два трола трудила да ноћу извуку на обалу брод са три јарбола. Међутим, њихови напори су били узалудни, зато што када је свануло, претворили су се у стену. Постоји и савремена легенда која говори о мужу чија је жена отета од стране та два трола и остављена да се заледи током ноћи. Како би спасао своју жену, муж је натерао тролове да обећају да више никада неће повредити никога. Немоћан да пружи својој жени стабилан дом, она је пронашла своју судбину међу троловима, стенама и морем на плажи Рејнисфјара. Ова легенда додаје дирљив и трагичан елемент фолклора везаног за Рејнисдрангар и мистичност овог простора.
Највиша формација стена је Лангсамур (Langsamur) висок 66 m. За Лангсамур је везан Ландрангур (Landdrangur), друга највећа формација. Ландрангур је колона која је најближа плажи. Трећа колона је најмања и позната је као Скесудрангур (Skessudrangur) или Хаидрангур (Háidrangur), што је иронично јер оба имена потичу од исландских речи огроман и висок.

### Рејнисфјара
Реинисфјара је светски позната плажа са црним песком која се налази на јужној обали Исланда, одмах поред Вик и Мирдала, које је најјужније село на острву Исланд. Рејнисфјара се сматра најлепшим примером исландских плажа са црним песком и 1991. године је проглашена од стране Националне географије као једна од 10 најбољих не-тропских плажа које треба посетити на планети.
Постоји најмање 25 различитих врста вулканских стена пронађених на Исланду, а базалт је најпознатији или најчешћи, али типови на острву укључују оливин, габро, риолит и толеит. Рејнисфјара се формира од јако еродираних вулканских стена, које су црне у почетку јер су формиране од охлађене лаве која постаје црна док се хлади и стврдњава.
Плажа је такође светски позната из разлога што су овде снимане многе популарне серије и филмови као што су Игре престола, Викинзи, Одметник 1: Ратови звезда, Звездане стазе и многи други. Такође светски познати извођачи су овде снимали своје спотове, као на пример Џастин Бибер.